# Diaea septempunctata
Diaea septempunctata är en spindelart som beskrevs av Ludwig Carl Christian Koch 1874. Diaea septempunctata ingår i släktet Diaea och familjen krabbspindlar. Inga underarter finns listade i Catalogue of Life.